# Расова (Горж)
Расова (рум. Rasova) насеље је у Румунији у округу Горж у општини Балешти. Oпштина се налази на надморској висини од 218 m.

## Становништво
Према подацима из 2002. године у насељу је живело 521 становника, од којих су сви румунске националности.